# Elección legislativa de Francia de 1919
Las elecciones legislativas de Francia de 1919 se realizaron el 16 y 30 de noviembre de 1919.

## Resultados
| Alliance           | Alliance                                                                                             | Votos                                                                                                | % | Partido                                                                                              | Partido                                                                                              | Siglo     | Votos     | %     |
| ------------------ | --- | --- | --- | --- | --- | --------- | --------- | ----- |
|                    | Bloque Nacional                                                                                      | 4.353.025                                                                                            | 53.42                                                                                                | | Federación Republicana (Fédération républicaine)                                                     | FR        | 1.819.691 | 22.33 |
|                    | Bloque Nacional                                                                                      | 4.353.025                                                                                            | 53.42                                                                                                | Independientes (Indépendents) and Conservatives (Conservateurs)                                      | Ind                                                                                                  | 1.139.794 | 13.99     |       |
|                    | Bloque Nacional                                                                                      | 4.353.025                                                                                            | 53.42                                                                                                | Partido Republicano Democrático (Parti républicain démocratique)                                     | PRD                                                                                                  | 889.177   | 10.91     |       |
|                    | Bloque Nacional                                                                                      | 4.353.025                                                                                            | 53.42                                                                                                | Radicales Independientes (Radicaux indépendents)                                                     | RI                                                                                                   | 504.363   | 6.91      |       |
|                    | Sección Francesa de la Internacional Obrera (Section française de l'Internationale ouvrière)         | Sección Francesa de la Internacional Obrera (Section française de l'Internationale ouvrière)         | Sección Francesa de la Internacional Obrera (Section française de l'Internationale ouvrière)         | Sección Francesa de la Internacional Obrera (Section française de l'Internationale ouvrière)         | Sección Francesa de la Internacional Obrera (Section française de l'Internationale ouvrière)         | SFIO      | 1.728.663 | 21.22 |
|                    | Partido Republicano, Radical y Radical Socialista (Parti républicain. radical et radical-socialiste) | Partido Republicano, Radical y Radical Socialista (Parti républicain. radical et radical-socialiste) | Partido Republicano, Radical y Radical Socialista (Parti républicain. radical et radical-socialiste) | Partido Republicano, Radical y Radical Socialista (Parti républicain. radical et radical-socialiste) | Partido Republicano, Radical y Radical Socialista (Parti républicain. radical et radical-socialiste) | PRRRS     | 1.420.381 | 17.86 |
|                    | Partido Republicano-Socialista (Parti républicain-socialiste)                                        | Partido Republicano-Socialista (Parti républicain-socialiste)                                        | Partido Republicano-Socialista (Parti républicain-socialiste)                                        | Partido Republicano-Socialista (Parti républicain-socialiste)                                        | Partido Republicano-Socialista (Parti républicain-socialiste)                                        | PRS       | 283.001   | 3.47  |
|                    | Independentes Socialistas (Socialistes indépendants)                                                 | Independentes Socialistas (Socialistes indépendants)                                                 | Independentes Socialistas (Socialistes indépendants)                                                 | Independentes Socialistas (Socialistes indépendants)                                                 | Independentes Socialistas (Socialistes indépendants)                                                 | PRS       | 147.053   | 1.80  |
|                    | Veteranos (Anciens combattants)                                                                      | Veteranos (Anciens combattants)                                                                      | Veteranos (Anciens combattants)                                                                      | Veteranos (Anciens combattants)                                                                      | Veteranos (Anciens combattants)                                                                      |           | 128.004   | 1.57  |
|                    | Otros partidos                                                                                       | Otros partidos                                                                                       | Otros partidos                                                                                       | Otros partidos                                                                                       | Otros partidos                                                                                       | Div       | 87.963    | 1.08  |
| Total              | Total                                                                                                | Total                                                                                                | Total                                                                                                | Total                                                                                                | Total                                                                                                | Total     |           | 100   |
| Abstención: 29.78% | | | | | |           |           |       |

- Datos: Q953964
- Multimedia: French legislative elections (1919) / Q953964